# Ecoansiedade
A ecoansiedade (abreviação de ansiedade ecológica e também conhecida como ecoangústia ou ansiedade climática) foi definida como "um medo crónico da destruição ambiental". Estudos extensivos foram feitos sobre ansiedade ecológica desde 2007, e várias definições permanecem em uso. Outra definição amplamente citada é: "a sensação generalizada de que os fundamentos ecológicos da existência estão em processo de colapso". Alguns estudiosos usam o termo "ecoansiedade" como sinónimo de "ansiedade climática", enquanto outros gostam de tratar os termos separadamente. Embora muitas perturbações ecológicas resultem das mudanças climáticas, algumas são causadas pela atividade humana direta, como o desmatamento . A condição não é um diagnóstico médico e é considerada uma resposta racional à realidade das mudanças climáticas, no entanto, casos graves podem ter um impacto na saúde mental se não forem aliviados.
A ecoansiedade é uma emoção desagradável, embora possa ser adaptativa, motivando comportamentos úteis, como a coleta de informações relevantes. No entanto, também se pode manifestar como evitação de conflitos ou até mesmo ser "paralisante". Algumas pessoas relataram sentir tanta ansiedade e medo sobre o futuro com as alterações climáticas que optaram por não ter filhos. A atenção dada à ecoansiedade cresceu rapidamente após 2017, e especialmente desde o final de 2018, com Greta Thunberg a discutir publicamente a sua ecoansiedade.
Em 2018, a Associação Americana de Psicologia publicou um relatório sobre o impacto das alterações climáticas na saúde mental. Afirmou que “alterações graduais e de longo prazo no clima também podem trazer à tona uma série de emoções diferentes, incluindo medo, raiva, sentimentos de impotência ou exaustão”. Geralmente, isso provavelmente terá o maior impacto sobre os jovens. O stresse relacionado acom o clima que agora afeta adolescentes e pessoas na faixa dos 20 anos foi comparado aos medos da Guerra Fria que dominaram os jovens baby boomers que atingiram a maioridade sob a ameaça de aniquilação nuclear. Pesquisas descobriram que, embora existam experiências emocionais intensificadas ligadas ao reconhecimento e antecipação das alterações climáticas e o seu impacto na sociedade, elas são inerentemente adaptativas. Além disso, o envolvimento com essas experiências emocionais leva ao aumento da resiliência, agência, funcionamento reflexivo e ação coletiva. Os indivíduos são encorajados a encontrar formas coletivas de processar as suas experiências emocionais relacionadas ao clima, a fim de apoiar a saúde mental e o bem-estar.

## Definição
Uma revisão sistemática de 2021 descobriu que a ecoansiedade foi definida de várias formas diferentes; uma característica comum das diferentes definições é que descrevem respostas emocionais desafiantes às alterações climáticas e a outras questões ambientais.
É afirmado que o termo ecoansiedade foi cunhado por Glenn Albrecht, que o definiu como "um medo crónico da catástrofe ambiental". Outra definição amplamente citada é: “a sensação generalizada de que os fundamentos ecológicos da existência estão em processo de colapso”. Alguns estudiosos usam o termo ansiedade ecológica como sinónimo de ansiedade climática, enquanto outros preferem tratar os termos separadamente. A APA definiu a ecoansiedade como “o medo crónico do cataclismo ambiental que surge da observação do impacto aparentemente irrevogável das alterações climáticas e da preocupação associada com o futuro de alguém e das próximas gerações”.

## Prevalência

Os graus de preocupação sobre os efeitos das alterações climáticas variam de acordo com a filiação política.A verde: "Preocupo-me "muito" com as alterações climáticas". A azul: "Democratas" A cinza: "Independentes"A vermelho: "Republicanos"

Quase seis em cada dez inquiridos relataram que já ocorreu um efeito grave das alterações climáticas no local onde vivem, com 38% a preverem ser deslocados das suas casas nos próximos 25 anos devido às alterações climáticas.

Em 2018, inquéritos realizados nos Estados Unidos revelaram que entre 21% e 29% dos americanos disseram estar "muito" preocupados com o clima, o que é o dobro da taxa de um estudo semelhante feito em 2015. Este conceito de ansiedade e tristeza climática ou ecológica é de longo alcance devido à ampla consciência sobre as alterações climáticas que é possível através da tecnologia e da comunicação global. As alterações climáticas são uma ameaça global contínua que se caracteriza em grande parte pela incerteza e pela falta de compreensão. Por esse motivo, a ansiedade e o luto no ser humano são uma resposta natural e racional para quem sente medo ou falta de controlo. Por exemplo, estes sentimentos podem surgir em pessoas que são forçadas a abandonar as suas casas, a lidar com a incerteza sobre o seu ambiente futuro ou a sentir preocupação com os danos futuros dos seus filhos. O sofrimento climático pode ser dividido em três categorias: perdas ecológicas físicas, perda de conhecimento ambiental e perdas futuras antecipadas.

### Prevalência em crianças e jovens adultos
A condição tornou-se especialmente comum entre crianças e jovens – em algumas universidades, mais de 70% dos estudantes auto-descreveram-se como sofrendo de ansiedade ecológica. No entanto, no início de 2021, as formas validadas de avaliar a prevalência da ansiedade climática ou ecológica não estavam bem estabelecidas. Um inquérito publicado em Setembro de 2021 consultou 10.000 jovens de 10 países distribuídos pelo mundo, concluindo que quase 60% estavam muito ou extremamente preocupados com as alterações climáticas. Dois terços afirmaram sentir-se tristes, com medo e ansiosos, enquanto cerca de 40% relataram hesitar em ter filhos.
As pessoas que rodeiam as crianças e os jovens, como pais, tutores, professores e mentores, podem ter um impacto na forma como encaram as alterações climáticas. Estão a ser feitas investigações sobre como estes grupos de pessoas devem falar com crianças e jovens adultos para prevenir a ansiedade ecológica nestas populações, ao mesmo tempo que incentivam práticas de mitigação das alterações climáticas.

### Prevalência em mulheres
Um relatório de outubro de 2021 baseado em inquéritos no Reino Unido descobriu que 78% das pessoas entrevistadas expressaram algum grau de ansiedade ecológica. No entanto, constatou-se que as mulheres (45%) eram substancialmente mais propensas a relatar níveis elevados de ansiedade ecológica em comparação com os homens (36%). Observações semelhantes foram relatadas em todo o mundo, incluindo países europeus e africanos. Outra razão pela qual a ansiedade ecológica é mais prevalente nas mulheres é porque 80% dos migrantes climáticos são mulheres. Muitas mulheres decidem se terão ou não filhos com base nas alterações climáticas, porque se prevê que as alterações climáticas terão um impacto maior nas gerações futuras. Um inquérito realizado pelo New York Times em 2018 descobriu que 33% das mulheres que optaram por não ter filhos citaram as alterações climáticas como motivo.

### Prevalência em povos indígenas
As populações indígenas são especialmente vulneráveis à ansiedade ecológica e a outras respostas emocionais causadas pelo clima devido à sua dependência da sua terra e de atividades baseadas na terra para a sua subsistência e bem-estar. Um estudo de 2021 descobriu que as populações indígenas expostas a mudanças ambientais associadas às alterações climáticas, como perda de espécies, secas, aumento de temperaturas e padrões climáticos erráticos, tinham maior probabilidade de vivenciar uma diminuição no bem-estar mental. Esta diminuição pode ser expressa como ecoansiedade, mas também como outras respostas emocionais relacionadas com o clima, como a eco-raiva.

## Sintomas
A ecoansiedade pode manifestar-se de formas que causam sintomas físicos e podem exacerbar condições de saúde mental preexistentes. Os sintomas incluem irritabilidade, insónia, incapacidade de relaxar, perda de apetite, falta de concentração, crises de fraqueza, ataques de pânico, tensão muscular e espasmos. Esses sintomas são semelhantes aos sintomas que alguém com diagnóstico de transtorno de ansiedade generalizada pode apresentar.
Estes sintomas são comuns em pessoas que sofrem de ansiedade ecológica. Por exemplo, um estudo de 2022 encomendado pela Academia Americana de Medicina do Sono relatou que “as ansiedades em torno das alterações climáticas e das questões ambientais” causaram insónia em 70% dos norte-americanos.
Outros sintomas mentais e/ou emocionais incluem sentimentos de desesperança e impotência, distanciar-se ou evitar o problema e sentir-se oprimido ou sufocado.

## Respostas emocionais relacionadas
No campo da ecopsicologia, existem outros impactos psicológicos específicos do clima que são menos estudados do que a ecoansiedade. Eles incluem, mas não estão limitados a: eco-luto (ou eco-depressão), eco-raiva, eco-culpa e solastalgia.

### Eco-raiva
A raiva ecológica é a frustração com as alterações climáticas e as mudanças ambientais por elas causadas. Também pode ser uma frustração para com certos grupos, empresas ou países que contribuem para as alterações climáticas. Um estudo que separou os efeitos da ecoansiedade, da eco-depressão e da eco-raiva, descobriu que a eco-raiva é o melhor para o bem-estar de uma pessoa. Este estudo também descobriu que a raiva ecológica é boa para motivar a participação em ações que combatem as alterações climáticas. Um relatório separado de 2021 descobriu que a raiva ecológica era significativamente mais comum entre os jovens.

### Eco-luto
Foi um dos sentimentos de dor mais fortes com que alguma vez me deparei. O contraste entre a frieza cruel do espaço e o calor da Terra lá em baixo encheu-me de uma tristeza avassaladora. Todos os dias, somos confrontados com o conhecimento de mais destruição da Terra às nossas mãos: a extinção de espécies animais, da flora e da fauna... coisas que levaram cinco mil milhões de anos a evoluir e que, de repente, nunca mais as veremos por causa da interferência da humanidade. Isso encheu-me de pavor. A minha viagem ao espaço era suposto ser uma celebração; em vez disso, parecia um funeral.

— William Shatner na sua autobiografia Boldly Go 
O luto ecológico (ou eco-luto) é "o luto sentido em relação às perdas ecológicas experienciadas ou previstas, incluindo a perda de espécies, ecossistemas e paisagens significativas devido a mudanças ambientais agudas ou crónicas".

### Eco-culpa
A culpa ecológica é “a culpa que surge quando as pessoas pensam em ocasiões em que não cumpriram os padrões pessoais ou sociais de comportamento ambiental”. Essa culpa pode assumir a forma de autocrítica, autoculpa, autoexame e/ou autotortura.

### Solastalgia
Solastalgia é “o sofrimento causado pela transformação e degradação do ambiente doméstico de uma pessoa”. Um estudo de 2019 descobriu que o número de pessoas que sofrem de solastalgia aumentará à medida que o ritmo de alterações climáticas também continuar a aumentar. Isto deve-se ao facto de que mais pessoas verão os efeitos das alterações climáticas nos seus ambientes domésticos à medida que as alterações climáticas continuam.

## Tratamento e resposta
O primeiro passo para os terapeutas no tratamento da ecoansiedade é perceber que uma resposta de medo a uma condição real não é patológica. O medo ecológico é uma resposta completamente normal, mesmo que o cliente o ache profundamente perturbador. Os terapeutas precisam de levar a sério os medos dos clientes sobre a situação e "não assumir que eles são um problema de saúde mental disfuncional ou que uma pessoa que sofre de ecoansiedade está de alguma forma doente". No entanto, o medo e a ansiedade sobre o aquecimento global podem exacerbar condições de saúde mental preexistentes. Os sintomas incluem irritabilidade, insónia, perda de apetite, crises de fraqueza, ataques de pânico e espasmos. Em termos de tratamento, os modelos individualistas de saúde mental “não são projetados para lidar com traumas coletivos numa escala planetária”.
Vários tratamentos não clínicos, opções de trabalho em grupo, fóruns de suporte na Internet e livros de autoajuda estão disponíveis para pessoas que sofrem de condições psicológicas menos graves. Alguns dos impactos psicológicos não requerem nenhum tipo de tratamento e podem até ser positivos: por exemplo, a preocupação com as alterações climáticas pode estar positivamente relacionada à busca de informações e à sensação de poder influenciar tais problemas.
Em geral, os psicoterapeutas dizem que quando os indivíduos agem, seja mudando o seu estilo de vida para reduzir as emissões de carbono ou envolvendo-se em ativismo social, isso reduz os níveis de ansiedade, trazendo uma sensação de empoderamento pessoal e sentimentos de conexão com os outros da comunidade. Muitos psicólogos enfatizam que, além da ação, há a necessidade de construir resiliência emocional para evitar o esgotamento.
Uma revisão da literatura de 2021 descobriu que as respostas emocionais à crise podem ser adaptativas quando o indivíduo tem capacidade e suporte para processar e refletir sobre essa emoção. Nesses casos, os indivíduos são capazes de crescer a partir das suas experiências e apoiar os outros. No contexto das alterações climáticas, essa capacidade de reflexão profunda é necessária para navegar pelos desafios emocionais que os indivíduos e as sociedades enfrentam.

## Organizações
Várias organizações de psicologia foram fundadas em torno da psicologia climática. Os estudiosos salientaram que é necessária uma abordagem sistémica para fornecer vários recursos às pessoas em relação aos impactos na saúde mental dos problemas ecológicos e das alterações climáticas. Algumas organizações, como o Royal College of Psychiatrists, fornecem orientação baseada na web para ajudar os cuidadores a ajudarem crianças e jovens a lidar com a sua ansiedade ecológica.
Grupos de apoio à ansiedade ecológica foram também criados local, nacional e globalmente. Estes grupos permitem que as pessoas discutam os seus receios sobre as alterações climáticas e recebam conselhos de outros membros sobre como lidar com esses receios. Também surgiram grupos de apoio entre pares entre indivíduos que passaram pelas fases do luto e passaram a aceitar os impactos climáticos como contínuos e, até certo ponto, inevitáveis. Os exemplos incluem grupos decorrentes dos conceitos de Adaptação Profunda (origem 2018) e Pós-desgraça (origem 2019).